# Còrit (fill de Zeus)
Segons la mitologia grega, Còrit (en grec antic: Κόριθος) va ser un rei dels tirrens, fill de Zeus i d'Electra filla d'Atlas. Iasió i Dàrdanos van ser fills seus, encara que altres tradicions diuen que Iasió i Dàrdanos eren fills de Zeus i d'Electra.
Còrit regnava sobre els tirrens d'Itàlia i se'l considera fundador de la ciutat de Cortona. D'aquella ciutat van emigrar els seus dos fills. Un es va dirigir a Samotràcia i l'altre a la Tròade.